# Lista de deputados estaduais de Minas Gerais da 18.ª legislatura
Esta é uma lista de deputados estaduais de Minas Gerais eleitos para a 18ª Legislatura. São relacionados o nome civil dos parlamentares que assumiram o cargo em 2015, cujo mandato expira em 2019.

## Composição das bancadas
| Partido | Líder                  | Bancada | Posição      |
| ------- | ---------------------- | ------- | ------------ |
| PMDB    | João Magalhães         | 14 / 77 | Governo      |
| PT      | Marília Campos         | 8 / 77  | Governo      |
| PSDB    | Gustavo Valadares      | 8 / 77  | Oposição     |
| PV      | Agostinho Patrus Filho | 6 / 77  | Independente |
| PTB     | Dilzon Melo            | 5 / 77  | Oposição     |
| PDT     | Carlos Pimenta         | 4 / 77  | Independente |
| PSB     | Roberto Andrade        | 4 / 77  | Governo      |
| PSD     | Duarte Bechir          | 4 / 77  | Oposição     |
| DEM     | Gustavo Corrêa         | 3 / 77  | Oposição     |
| PRB     | Lafayette de Andrada   | 3 / 77  | Governo      |
| PODE    | Dirceu Ribeiro         | 3 / 77  | Independente |
| PPS     | Antônio Jorge          | 2 / 77  | Oposição     |
| AVANTE  | Fábio Avelar Oliveira  | 2 / 77  | Independente |
| PCdoB   | Celinho do Sinttrocel  | 2 / 77  | Governo      |
| PROS    | Elismar Prado          | 2 / 77  | Governo      |
| PR      | Gustavo Santana        | 2 / 77  | Governo      |
| PTC     | Anselmo José Domingos  | 1 / 77  | Oposição     |
| DC      | Arlete Magalhães       | 1 / 77  | Governo      |
| PATRI   | Fred Costa             | 1 / 77  | Oposição     |
| PP      | Gil Pereira            | 1 / 77  | Oposição     |
| PSC     | Noraldino Junior       | 1 / 77  | Oposição     |

## Relação
| Nome                       | Partido | Observações |
| -------------------------- | ------- | --- |
| Adalclever Ribeiro Lopes   | PMDB    | |
| Agostinho Patrus Filho     | PV      | |
| Alencar da Silveira Júnior | PDT     | |
| André Quintão              | PT      | Afastado no período de 03/02/2015 a 28/04/2016, quando ocupou o cargo de Secretário de Estado de Trabalho e Desenvolvimento Social e foi substituído pela suplente Cristina Corrêa (PT) |
| Anselmo José Domingos      | PTC     | |
| Antônio Carlos Arantes     | PSDB    | |
| Antônio Jorge              | PPS     | |
| Antônio Lerin              | PSB     | |
| Arlen Santiago             | PTB     | |
| Arlete Magalhães           | DC      | |
| Arnaldo Silva              | DEM     | |
| Bonifácio Mourão           | PSDB    | |
| Bosco                      | AVANTE  | |
| Braulio Braz               | PTB     | |
| Cabo Júlio                 | PMDB    | |
| Carlos Henrique            | PRB     | Afastado no período de 07/04/2015 a 21/11/2016 para ocupar o cargo de Secretário de Estado de Esportes, sendo substituído pelo suplente Professor Neivaldo (PT) |
| Carlos Pimenta             | PDT     | |
| Cássio Soares              | PSD     | |
| Celinho do Sinttrocel      | PCdoB   | |
| Celise Laviola             | PMDB    | |
| Cláudio do Mundo Novo      | PROS    | Cláudio do Mundo Novo assumiu a vaga decorrente da perda de mandato do ex-deputado Márcio José Machado de Oliveira, que utilizava o nome parlamentar de Missionário Márcio Santiago (PR) |
| Coronel Piccinini          | PSB     | Assumiu em 1/2/2017, com a renúncia do deputado Wander Borges (PSB), que foi eleito prefeito de Sabará. |
| Cristiano Silveira         | PT      | |
| Dalmo Ribeiro Silva        | PSDB    | |
| Dilzon Melo                | PTB     | |
| Dirceu Ribeiro             | PODE    | |
| Douglas Melo               | PMDB    | |
| Doutor Jean Freire         | PT      | |
| Doutor Wilson Batista      | PSD     | |
| Duarte Bechir              | PSD     | |
| Elismar Prado              | PROS    | |
| Emidinho Madeira           | PSB     | |
| Fabiano Tolentino          | PPS     | |
| Fábio Avelar Oliveira      | AVANTE  | |
| Fábio Cherem               | PDT     | Afastado no período de 22/06 a 21/11/2016 quando ocupou o cargo de Secretário de Estado de Desenvolvimento Econômico de Minas Gerais, sendo substituído pelo suplente, deputado Pinduca Ferreira |
| Felipe Attiê               | PTB     | |
| Fred Costa                 | PATRI   | |
| Geisa Teixeira             | PT      | Atuou como suplente do deputado Paulo Guedes no período de 04/02/2015 até 20/11/2016, quando este ocupou cargo de Secretário de Estado de Desenvolvimento e Integração do Norte e Nordeste de Minas Gerais. Assumiu a titularidade da cadeira na Assembleia em 20/12/2016, com a renúncia de Paulo Lamac, eleito Vice-prefeito de Belo Horizonte. |
| Gil Pereira                | PP      | |
| Gilberto Abramo            | PRB     | |
| Glaycon Franco             | PV      | |
| Gustavo Corrêa             | DEM     | |
| Gustavo Santana            | PR      | Suplente, Gustavo Santana assumiu a titularidade em 14 de dezembro de 2016, com a renúncia de Deiró Marra, que foi eleito prefeito de Patrocínio. |
| Gustavo Valadares          | PSDB    | |
| Hely Tarqüínio             | PV      | |
| Inácio Franco              | PV      | |
| Ione Pinheiro              | DEM     | |
| Iran Barbosa               | PMDB    | |
| Isauro Calais              | PMDB    | |
| Ivair Nogueira             | PMDB    | |
| João Leite                 | PSDB    | |
| João Magalhães             | PMDB    | |
| Joao Vitor Xavier          | PSDB    | |
| Lafayette de Andrada       | PRB     | |
| Leandro Genaro             | PSD     | |
| Léo Portela                | PR      | |
| Leonídio Bouças            | PMDB    | |
| Luiz Humberto Carneiro     | PSDB    | |
| Marília Campos             | PT      | |
| Mário Henrique Caixa       | PV      | Afastado no período de 17/04/2015 a 01/04/2016 quando ocupou o cargo de Secretário de Estado de Turismo, sendo substituído pelo suplente Geraldo Pimenta (PCdoB) |
| Neilando Pimenta           | PODE    | |
| Noraldino Junior           | PSC     | |
| Nozinho                    | PDT     | |
| Paulo Guedes               | PT      | Afastado no período de 03/02/2015 a 04/05/2016 quando ocupou o cargo de Secretário de Estado de Desenvolvimento e Integração do Norte e Nordeste de Minas Gerais, sendo substituído pela deputada Geisa Teixeira. |
| Ricardo Faria              | PCdoB   | Afastado no período de 01/04 a 21/11/2016 e de 19/12/2016 a 01/02/2018, quando ocupou o cargo de Secretário de Estado de Turismo sendo substituído pelo suplente Geraldo Pimenta (PCdoB) no segundo afastamento. |
| Roberto Andrade            | PSB     | |
| Rogério Correia            | PT      | |
| Rosângela Reis             | PODE    | |
| Sargento Rodrigues         | PTB     | |
| Sávio de Souza Cruz        | PMDB    | Afastado no período de 03/02/2015 até 21/11/2016, quando ocupou o cargo de Secretário de Estado de Meio Ambiente e Desenvolvimento Sustentável e no período de 18/01/2017 até 01/02/2018 quando ocupou o cargo de Secretário de Estado de Saúde. |
| Tadeu Martins Leite        | PMDB    | Afastado no período de 03/02/2015 a 04/05/2016 quando ocupou o cargo de Secretário de Estado de Desenvolvimento Regional, Política Urbana e Gestão Metropolitana, sendo substituído pelo suplente João Alberto (PMDB) |
| Thiago Cota                | PMDB    | |
| Tiago Ulisses              | PV      | |
| Tito Torres                | PSDB    | |
| Tony Carlos                | PMDB    | Assumiu como suplente do deputado Sávio de Souza Cruz no período de 04/02/2015 a 20/11/2016, quando o titular ocupou o cargo de Secretário de Estado de Meio Ambiente e Desenvolvimento Sustentável e no período de 01/02/2017 a 31/01/2018 quando o deputado Sávio ocupou o cargo de Secretário de Estado de Saúde. Assumiu a titularidade em 02/08/2018, com a indicação do então deputado Durval Ângelo para o cargo de conselheiro do Tribunal de Contas do Estado de Minas Gerais (TCE-MG). |
| Ulysses Gomes              | PT      | |
| Vanderlei Miranda          | PMDB    | |